# Lawrence Lemieux
Pour les articles homonymes, voir Lemieux.
 Lawrence Lemieux  est un navigateur canadien né le 12 novembre 1955 à Edmonton. Il a participé aux Jeux olympiques d'été de 1984 ainsi qu'aux Jeux olympiques d'été de 1988.

## Médaille Pierre de Coubertin
Il a été récompensé pour sa sportivité par la Médaille Pierre de Coubertin, décernée par le Comité International Olympique pour son abnégation lors de la course de 470 du 24 septembre 1988.
Au large de Pusan la course se courait avec des vents de 15 nœuds allant jusqu'à des pointes de 35 nœuds; le bateau de Singapour de Joseph Chan et Shaw Her Siew se retourne et ils ne parviennent pas à le remettre à flots, le bateau est endommagé, ils étaient blessés. Lawrence était alors en deuxième position et se porte à leur rescousse. Il finit alors sa course en onzième position.